# Намарская надпись
Намарская надпись (араб. نقش النمارة‎) — эпитафия Имру-ль-Кайса I, наиболее ранняя надпись на языке, который лёг в основу литературного арабского языка. Датируется 328 г. н. э. Иногда язык надписи толкуется как поздняя версия набатейского арабского языка при переходе на арабский. Одна из важнейших арабских надписей доисламского периода.
Написана набатейским письмом.

## Текст
Эпитафия гласила: «Это гробница Имру'-л-Кайса, сына 'Амра, царя „арабов“ по прозванию „Владыка Асада и Маххиджа“. Он покорил асадийцев, и они были побеждены со своими царями, и обратил в бегство Маххидж. Затем пришёл, преследуя их, ко вратам Неджрана, града Шаммара, и покорил Маадд, и обходился великодушно с племенной знатью. Он назначил их наместниками, и они стали всадниками (федератами) для ромеев. И ни один царь не сравнился с ним в его свершениях. Затем он скончался в год 223 на седьмой день месяца каслул. Сколь счастливы те, кто был ему друзьями!»

## Отличия от арабского языка
Несмотря на то, что в надписи используется набатейско-арамейский алфавит, некоторые моменты являются предметом для дискуссий:
- В тексте надписи зафиксировано использование только 22 символов (с пояснениями), тогда как в арабском диалекте только согласных звуков было 28 или 29.
- В надписи имеются лигатуры между некоторыми буквами, что отражает движение к арабскому письму.
- Некоторые из терминов, использованных в данном тексте, являются более близкими к арамейскому, чем к арабскому. Например, используется арамейский указатель отчества «бар», а не арабский «ибн».

Тем не менее, несмотря на все перечисленные отличия, большая часть текста очень близка к классическому арабскому языку, на котором в VII веке нашей эры был написан Коран.